# Kidz in the Hall
Kidz in the Hall is een Amerikaans hiphopduo, in 2000 door Naledge en Double-0 opgericht in Chicago. De twee leerden elkaar kennen bij een talentenjacht op de Universiteit van Pennsylvania. 
- School Was My Hustle (2006)
- The In Crowd (2008)
- Land of Make Believe (2010)
- Jukebox (2010)